# مالا براینا
مالا براینا (به صربی: Mala Braina) یک منطقهٔ مسکونی در صربستان است که در مدوجا واقع شده‌است. مالا براینا ۱۳ نفر جمعیت دارد.